# Diecezja toruńska

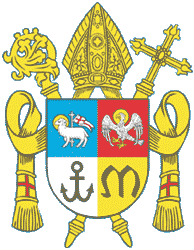
Herb diecezji toruńskiej

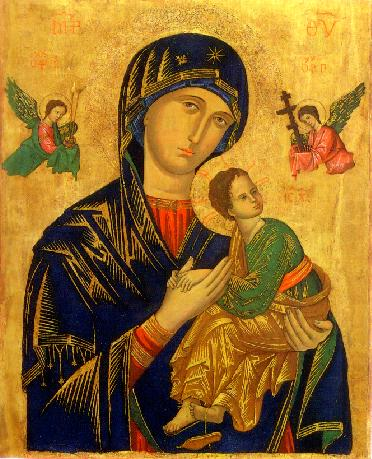
Matka Boża Nieustającej Pomocy, patronka diecezji toruńskiej

Diecezja toruńska (łac. Dioecesis Thoruniensis) – jedna z trzech diecezji obrządku łacińskiego metropolii gdańskiej w Polsce.

## Historia
Diecezja toruńska została ustanowiona 25 marca 1992 przez papieża Jana Pawła II bullą „Totus Tuus Poloniae populus”. Stanowi kontynuację diecezji chełmińskiej założonej w 1243. 25 marca 1992 diecezja chełmińska została podzielona na diecezje pelplińską i toruńską, część ziem przekazano sąsiednim diecezjom. Pierwszym biskupem toruńskim został Andrzej Suski. Jego ingres do katedry odbył się 31 maja 1992.
Patronką diecezji toruńskiej została Matka Boża Nieustającej Pomocy, która od 1962 patronowała także byłej diecezji chełmińskiej.
7 czerwca 1999 miała miejsce wizyta papieża Jana Pawła II w Toruniu.
11 listopada 2017 papież Franciszek przyjął rezygnację ks. bp. Andrzeja Suskiego z posługi biskupa toruńskiego. Jednocześnie mianował biskupem toruńskim bp. Wiesława Śmigla – biskupa pomocniczego diecezji pelplińskiej.
13 września 2024 papież Franciszek mianował dotychczasowego biskupa toruńskiego Wiesława Śmigla nowym arcybiskupem metropolitą szczecińsko-kamieńskim.
W związku z przeniesieniem dotychczasowego biskupa toruńskiego Wiesława Śmigla na urząd arcybiskupa metropolity szczecińsko-kamieńskiej, Kolegium konsultorów wybrało administratora diecezji toruńskiej w osobie biskupa pomocniczego Józefa Szamockiego. 5 kwietnia 2025 papież Franciszek mianował biskupem toruńskim bp. Arkadiusza Okroja – biskupa pomocniczego diecezji pelplińskiej.

## Biskupi

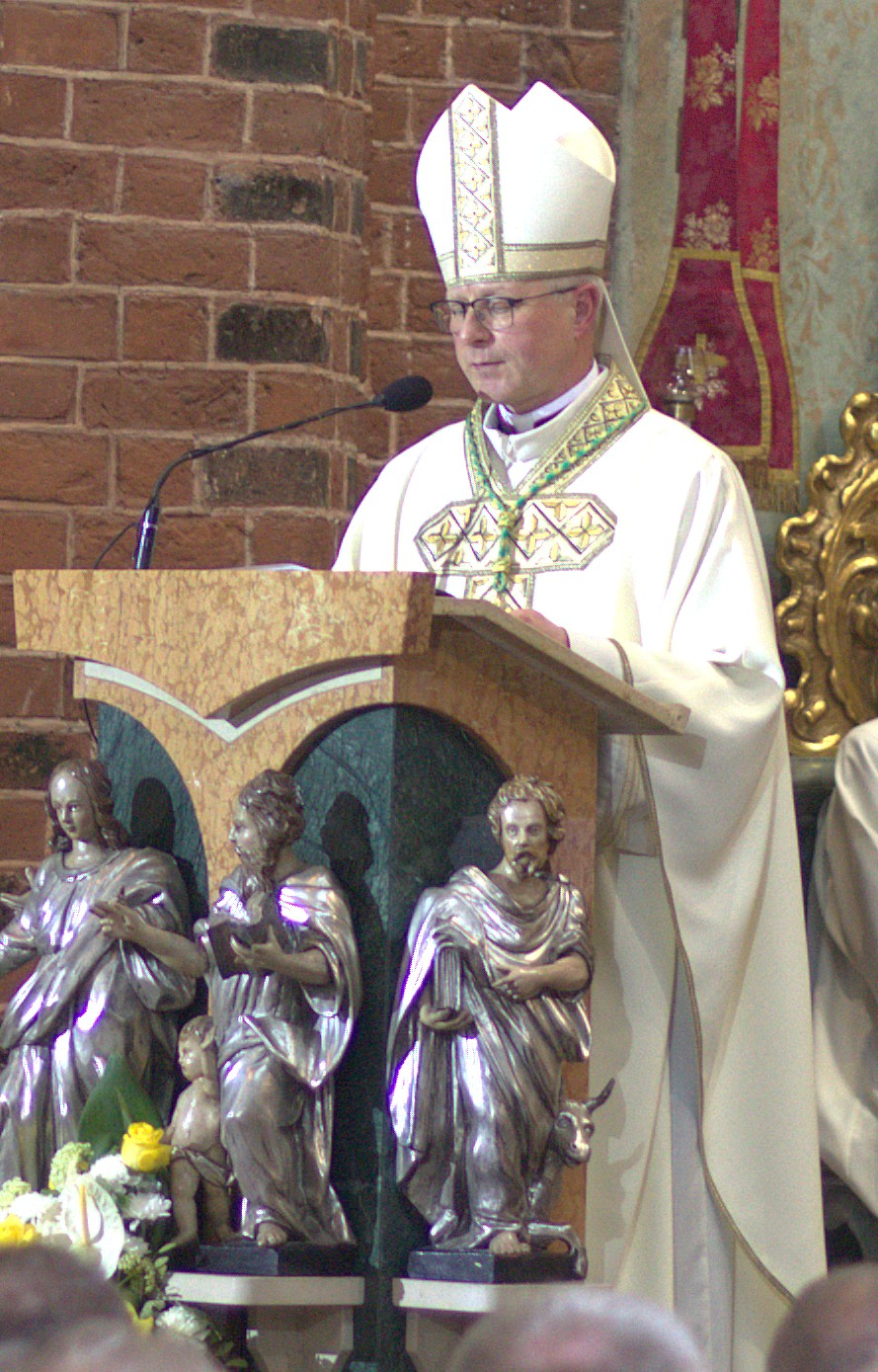
Biskup diecezjalny Arkadiusz Okroj (od 2025)

### Biskup diecezjalny
- bp Arkadiusz Okroj – od 2025

### Biskup pomocniczy
- bp Józef Szamocki (wikariusz generalny) – od 2000

### Biskup senior
- bp Andrzej Suski – biskup diecezjalny w latach 1992–2017, senior od 2017

## Kapituły
- Kapituła Katedralna Toruńska (powołana 21 sierpnia 1992)[12]
- Kapituła Konkatedralna Chełmżyńska[13]
- Kapituła Kolegiacka Grudziądzka (powołana 1 grudnia 1992)[14]

## Podział administracyjny

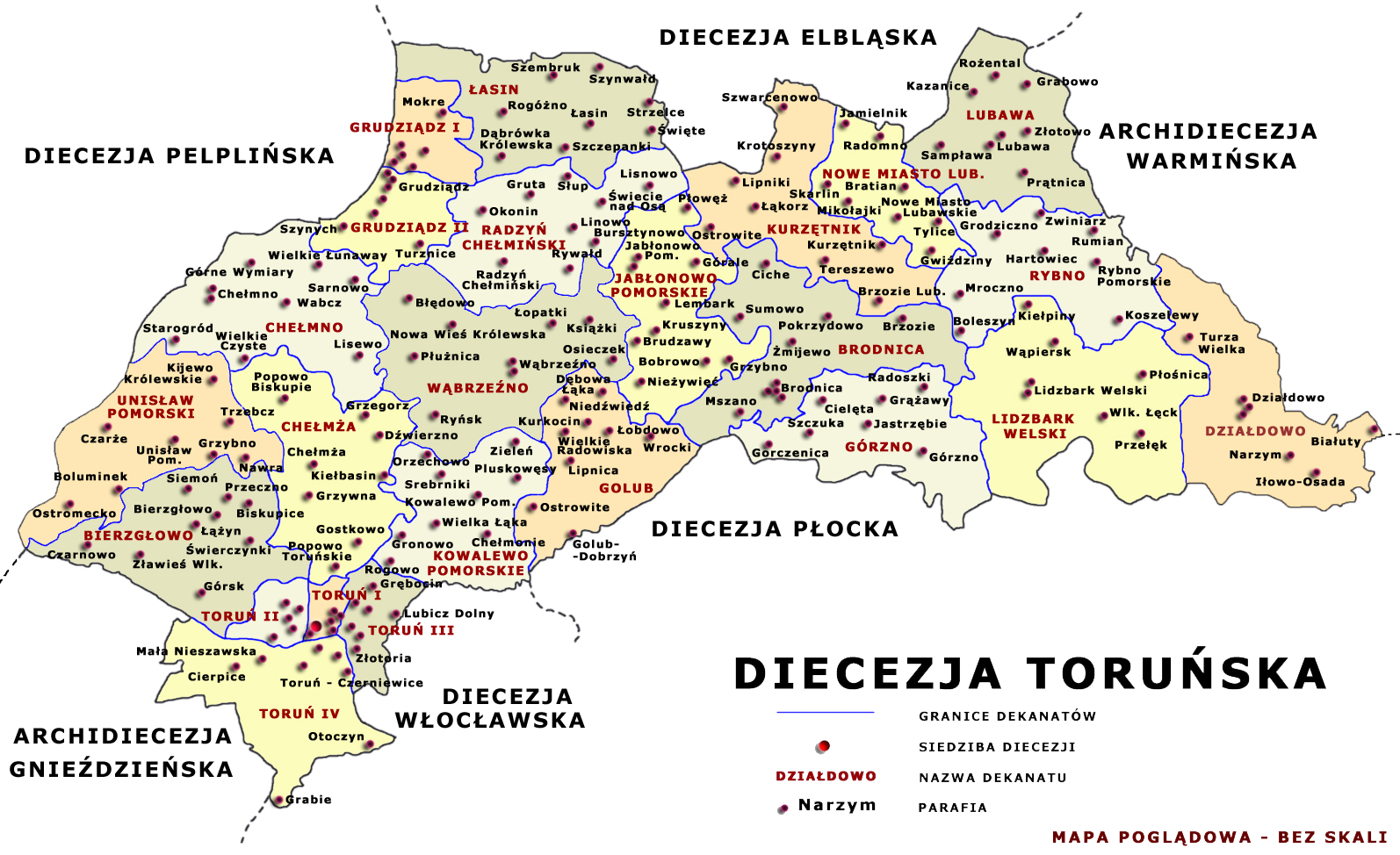
Mapa diecezji toruńskiej

Diecezja obejmuje teren 5427 km²

### Podział na rejony
- Brodnicki I[15]:
  - Brodnicki
  - Działdowski
  - Golubski
  - Górznieński
  - Kurzętnicki
  - Lidzbarski
  - Lubawski
  - Nowomiejski
  - Rybnieński

- grudziądzki II[15]:
  - Chełmiński
  - Grudziądzki I
  - Grudziądzki II
  - Jabłonowski
  - Łasiński
  - Radzyński
  - Wąbrzeski

- toruński III[15]:
  - Bierzgłowski
  - Chełmżyński
  - Kowalewski
  - Toruński I
  - Toruński II
  - Toruński III
  - Toruński IV
  - Unisławski

## Sanktuaria
- Bielczyny – bł. Juty[16]
- Boleszyn – Matki Bożej Bolesnej[17]
- Brzozie – Matki Bożej Łaskawej[18]
- Chełmno – Matki Bożej Bolesnej[19]
- Chełmonie – Matki Bożej Brzemiennej[20]
- Działdowo – bł. Męczenników Działdowskich[21]
- Grudziądz – Matki Bożej Łaskawej[22]
- Jabłonowo Pomorskie – bł. Marii Karłowskiej[23]
- Lisewo – Matki Bożej Śnieżnej[24]
- Lubawa – Matki Bożej Lipskiej[25]
- Mokre – Matki Bożej Mokrzańskiej[26]
- Nawra – Maryi Wspomożycielki Wiernych[27]
- Nowe Miasto Lubawskie – Matki Bożej Łąkowskiej[28]
- Rywałd – Matki Bożej Pocieszycielki Strapionych[29]
- Toruń – bł. Stefana Wincentego Frelichowskiego[30]
- Toruń – Matki Bożej Nieustającej Pomocy[31]
- Toruń – Miłosierdzia Bożego[32]
- Toruń – Matki Bożej Podgórskiej Niepokalanej Królowej Rodzin[33]
- Toruń – św. Jakuba[34]
- Wardęgowo – Matki Bożej Wardęgowskiej[35]
- Wąbrzeźno – Matki Bożej Brzemiennej[36]

## Diakonat stały
W diecezji posługuje trzech diakonów stałych: Tomasz Chmielewski, Mateusz Malinowski i Waldemar Rozynkowski.

## Statystyka
Liczba nowo wyświęconych kapłanów w diecezji toruńskiej w wybranych latach:
- 2001 – 18[38]
- 2003 – 9[39]
- 2004 – 10[40]
- 2005 – 10[41]
- 2006 – 11[42]
- 2007 – 10[43]
- 2008 – 17[44]
- 2010 – 9[45]
- 2017 – 4[46]
- 2018 – 2[47]
- 2020 – 8[48]
- 2021 – 4[49]